# Stupify
Stupify – debiutancki singel amerykańskiej, hardrockowej grupy Disturbed.

## Lista utworów

### Wersja 1
1. "Stupify"
2. "Stupify" (Live)
3. "The Game" (Live)
4. "Stupify" (Restrained Edit)

### Wersja 2
1. "Stupify"
2. "The Game" (Live Restrained)
3. "Voices" (Live Restrained)
4. "Down With the Sickness"